# 치우 (배우)
치우(1993년 5월 9일 ~ )는 대한민국의 배우이다.

## 이력
2000년 KBS 한국방송공사 TV 프로그램 《하나둘셋 TV 유치원》에 출연하며 KBS 특채 아역 연기자에 데뷔하였다.
대표작으로는 TV 시리즈 《문학산책 모범사육》, 《해신》, 《짝패》, 영화 《러브픽션》, 《그렇게 아무말도》 등이 있다.

## 출연작

### 드라마
- 2003년 EBS 《문화산책 모범 사육》
- 2004년 11월 24일~2005년 5월 28일 KBS 《해신》 ... 신라 문성왕 역
- 2011년 2월 7일~2011년 5월 24일 MBC 《짝패》 ... 판술 아역
- 2011년 4월 5일~2011년 8월 23일 EBS 《TV로 보는 원작동화》
- 2023년 4월 28일~2023년 6월 17일 SBS 《낭만닥터 김사부 3》 ... 최석구 역

### 영화
- 사마리아
- 러브픽션
- 그렇게 아무말도